# باشگاه فوتبال گازسر
باشگاه فوتبال گازسِر (مجاری: Gázszer FC) یک باشگاه فوتبال منحل شده در گاردونی، مجارستان در لیگ دسته اول فوتبال مجارستان بود.